# Бермянчек
Государственный фольклорный ансамбль кряшен «Бермянчек» (тат. «Бәрмәнчек» керәшеннәрнең дәүләт фольклор ансамбле) — художественный коллектив, созданный 11 февраля 2008 году по инициативе Общественной организации кряшен Республики Татарстан и при поддержке первого Президента Минтимера Шаймиева, Кабинета Министров и Министерства культуры Татарстана. Единственный государственный ансамбль кряшен в мире.

## История
Коллектив берёт своё начало от организованного в 2002 году на базе Казанского государственного университета культуры и искусств молодёжного фольклорного ансамбля кряшен «Бермянчек» (от тат. бәрмәнчек — «вербица»). В 2008 году ансамбль получил звание государственного, этот год считается временем основания организации. Ансамбль исполняет народные песни и танцы кряшен (в том числе нагайбаков), казачьи песни и танцы на русском и украинском языках, песни и танцы народов Поволжья.

## Директора
- Артур Поляков (с 2010) — заслуженный работник культуры Республики Татарстан.